# Pampero
El pampero is een west- of zuidwestelijke wind die gevormd wordt in Antarctica. Deze stroomt naar de pampa's van Patagonië door naar noordelijk Argentinië en Uruguay, vervolgens naar Paraguay. Deze stroming veroorzaakt in het algemeen een temperatuursdaling en storm. Het is over het algemeen een koude, droge wind die van oktober tot januari voorkomt.
In het Spaans wordt deze wind:
- Pampero seco (droge pampero) genoemd wanneer deze geen regen met zich meebrengt;
- Pampero sucio (vieze pampero) genoemd wanneer deze stof van de pampa's meeneemt en geen regen veroorzaakt;
- Pampero limpio (schone pampero) genoemd wanneer deze wel regen met zich meebrengt.